# Rugby Park Stadium
Das Rugby Park Stadium ist ein Rugbystadion in der neuseeländischen Stadt Invercargill an der Südspitze des Landes. Es ist das Heimstadion der im Air New Zealand Cup spielenden Mannschaft Southland Rugby. Die Spielstätte wird auch  „The roaring pen“ genannt. 

## Geschichte
Das Rugby Park Stadium befindet sich an der Ecke von Elles Road und Tweed Street in Invercargill. Es hat heute eine Kapazität von 17.000 Zuschauern, die im Stadion 5.000 Sitzplätze vorfinden. Vor dem in mehreren Schritten erfolgten Ausbau mit Sitzplätzen konnte es in den 1960er Jahren bis zu 30.000 Besucher fassen. Das Stadium wurde am Ort des früheren Rugbystadions von Invercargill, Homestead Stadium gebaut. Bei der Rugby-Union-Weltmeisterschaft 1987 wurde ein Spiel im Stadion ausgetragen. 2000 kündigte die Stadt an, das Stadion mit Unterstützung der ILT und des Community Trust of Southland zu ersetzen. 2002 wurde die neue Spielstätte eingeweiht.
Die Highlanders aus Dunedin spielen gelegentlich im Rugby Park und ziehen zahlreiche Zuschauer an. Die Fußballmannschaft Southland Spirit FC spielt ebenfalls in diesem Stadion. Daneben wird die Arena für Veranstaltungen genutzt.
Im Jahr 2011 fanden drei Spiele der Rugby-Union-Weltmeisterschaft im Stadion statt.